# Passiflora insignis
Passiflora insignis (Mast.) Hook.f. – gatunek rośliny z rodziny męczennicowatych (Passifloraceae Juss. ex Kunth in Humb.). Występuje endemicznie w zachodniej Boliwii. 

## Morfologia
PokrójZdrewniałe, trwałe, owłosione liany.
LiściePodłużnie owalne, rozwarte lub ostrokątne u podstawy, skórzaste. Mają 8,5–25 cm długości oraz 4–12 cm szerokości. Ząbkowane, z tępym lub ostrym wierzchołkiem. Ogonek liściowy jest owłosiony i ma długość 10–20 mm. Przylistki są skrzydlate, mają 18–25 mm długości.
KwiatyPojedyncze. Działki kielicha są podłużne, różowe, mają 5,4–8,5 cm długości. Płatki są liniowo podłużne, różowe, mają 6–7,5 cm długości. Przykoronek ułożony jest w jednym rzędzie, purpurowo-biały, ma 8–10 mm długości.

## Biologia i ekologia
Występuje w lasach oraz wśród roślinności krzewiastej na wysokości 1300–3000 m n.p.m.